# 胡繼先
胡繼先（1579年—？），字绳武，號肖山，四川成都府汉州人，明朝政治人物。

## 生平
萬曆二十八年（1600年）庚子科四川乡试第二名舉人，三十五年（1607年）丁未科進士，任山东邹县知縣，厚澤及人，長才出眾，美政多端，不朽者尤在丁归一例，地并中下。官署学官多所并建，兴文讲艺，修辑志书，利无不兴言，害无不去，去任十馀年，士民犹不远千里而问候之，望其重游东土，其得民心如此。后擢兵部主事，四十二年贬顺天府照磨，四十五年升本府通判，四十七年升南京户部主事，天启二年升广西司郎中，同年出为开封府知府。天啓三年被弹劾降一级。崇祯元年起补德安府知府，二年以拾遗去职。

## 家族
曾伯祖胡倫，成化二十三年進士。曾祖胡佶，贡生。祖父胡桐，戊子乡魁，贡士。父胡曾鲁（1516年-1586年），字以確，别號省吾、號觉山。前母高氏、李氏，母冯氏。永感下。